# UAE Tour de 2019
A 1.ª edição do UAE Tour foi uma corrida de ciclismo de estrada por etapas que se celebrou entre 24 de fevereiro e 2 de março de 2019 nos Emirados Árabes Unidos com início no emirado de Abu Dabi e final no emirado de Dubai sobre um percurso de 1082 km.
A corrida fez parte do UCI WorldTour de 2019, calendário ciclístico de máximo nível mundial, sendo a terceira corrida de dito circuito. O vencedor final foi o esloveno Primož Roglič do Jumbo-Visma seguido do espanhol Alejandro Valverde do Movistar e o francês David Gaudu do Groupama-FDJ.

## Equipas participantes
Tomaram parte na corrida 20 equipas: 18 de categoria UCI WorldTeam; e 2 de categoria Profissional Continental. Formando assim um pelotão de 140 ciclistas dos que acabaram 131. As equipas participantes foram:
| Equipes WorldTeam (18)- Sky - UAE Team Emirates - Bahrain-Merida - Bora-hansgrohe - AG2R La Mondiale - Astana - CCC Team - Deceuninck-Quick Step - EF Education First - Groupama-FDJ - Lotto Soudal - Movistar Team - Mitchelton-Scott - Dimension Data - Team Jumbo-Visma - Katusha-Alpecin - Team Sunweb - Trek-Segafredo Equipes profissionais Continentais (2)- Gazprom-RusVelo - Team Novo Nordisk |
| |

## Percorrido
O UAE Tour dispõe de sete etapas para um percurso total de 1082 quilómetros, dividido numa etapa contrarrelógio por equipas, duas etapas planas, duas em média montanha, e uma etapa de montanha com final em alto em Jebel Jais, o que com frequência desempenha um papel decisivo na corrida.
| Etapa | Data    | Percurso                                      | type                       | Distância (km) | Vencedor           | Líder geral   |
| ----- | ------- | --------------------------------------------- | -------------------------- | -------------- | ------------------ | ------------- |
| 1     | 24 fev. | Al Hudayriat Island – Al Hudayriat Island     | contrarrelógio por equipes | 16             | Team Jumbo-Visma   | Primož Roglič |
| 2     | 25 fev. | Yas Island – Abu Dhabi                        | etapa plana                | 184            | Fernando Gaviria   | Primož Roglič |
| 3     | 26 fev. | United Arab Emirates University – Jabal Hafit | alta montanha              | 179            | Alejandro Valverde | Primož Roglič |
| 4     | 27 fev. | Palmeira Jumeirah – Hatta Dam                 | etapa escarpada            | 197            | Caleb Ewan         | Primož Roglič |
| 5     | 28 fev. | Flag Island – Corfação                        | etapa plana                | 181            | Elia Viviani       | Primož Roglič |
| 6     | 1 mar.  | Ajman (cidade) – Jebel Jais                   | alta montanha              | 180            | Primož Roglič      | Primož Roglič |
| 7     | 2 mar.  | Dubai Safari Park – Dubai                     | etapa plana                | 145            | Sam Bennett        | Primož Roglič |

## Desenvolvimento da corrida

### 1.ª etapa
| Al Hudayriat Island - Al Hudayriat Island | contrarrelógio por equipes | (16 km) |

| \| Classificação por etapas \| Classificação por etapas \| Classificação por etapas \| Classificação por etapas \| Classificação por etapas \| Classificação por etapas \| \| Equipe \| Equipe \| Tempo \| Intervalo de tempo \| Rapidez \| \| \| ------------------------ \| ------------------------ \| ------------------------ \| ------------------------ \| ------------------------ \| ------------------------ \| \| 1. \| Team Jumbo-Visma \| 16m49s \| 0s \| 57.086 km/h \| \| \| 2. \| Team Sunweb \| 16m56s \| + 7s \| 56.693 km/h \| \| \| 3. \| Bahrain-Merida \| 16m58s \| + 9s \| 56.582 km/h \| \| \| 4. \| Sky \| 17m03s \| + 14s \| 56.305 km/h \| \| \| 5. \| Movistar Team \| 17m07s \| + 18s \| 56.086 km/h \| \| \| 6. \| CCC Team \| 17m13s \| + 24s \| 55.760 km/h \| \| \| 7. \| Deceuninck-Quick Step \| 17m15s \| + 26s \| 55.652 km/h \| \| \| 8. \| EF Education First \| 17m15s \| + 26s \| 55.652 km/h \| \| \| 9. \| Bora-hansgrohe \| 17m17s \| + 28s \| 55.545 km/h \| \| \| 10. \| Dimension Data \| 17m17s \| + 28s \| 55.545 km/h \| \| |                       |        |                    |             |
| |                       |        |                    |             |
| Fonte: ProCyclingStats |                       |        |                    |             |
| Classificação por etapas |                       |        |                    |             |
| Equipe | Equipe                | Tempo  | Intervalo de tempo | Rapidez     |
| 1. | Team Jumbo-Visma      | 16m49s | 0s                 | 57.086 km/h |
| 2. | Team Sunweb           | 16m56s | + 7s               | 56.693 km/h |
| 3. | Bahrain-Merida        | 16m58s | + 9s               | 56.582 km/h |
| 4. | Sky                   | 17m03s | + 14s              | 56.305 km/h |
| 5. | Movistar Team         | 17m07s | + 18s              | 56.086 km/h |
| 6. | CCC Team              | 17m13s | + 24s              | 55.760 km/h |
| 7. | Deceuninck-Quick Step | 17m15s | + 26s              | 55.652 km/h |
| 8. | EF Education First    | 17m15s | + 26s              | 55.652 km/h |
| 9. | Bora-hansgrohe        | 17m17s | + 28s              | 55.545 km/h |
| 10. | Dimension Data        | 17m17s | + 28s              | 55.545 km/h |

| \| Classificação geral \| Classificação geral \| Classificação geral \| Classificação geral \| Classificação geral \| \| Ciclista \| Ciclista \| Equipe \| Tempo \| \| \| ------------------- \| ------------------- \| ------------------- \| ------------------- \| ------------------- \| \| 1. \| Primož Roglič \| Team Jumbo-Visma \| 16m49s \| \| \| 2. \| Laurens De Plus \| Team Jumbo-Visma \| + 0s \| \| \| 3. \| Jos van Emden \| Team Jumbo-Visma \| + 0s \| \| \| 4. \| Koen Bouwman \| Team Jumbo-Visma \| + 0s \| \| \| 5. \| Max Walscheid \| Team Sunweb \| + 7s \| \| \| 6. \| Chad Haga \| Team Sunweb \| + 7s \| \| \| 7. \| Tom Dumoulin \| Team Sunweb \| + 7s \| \| \| 8. \| Wilco Kelderman \| Team Sunweb \| + 7s \| \| \| 9. \| Nikias Arndt \| Team Sunweb \| + 7s \| \| \| 10. \| Rohan Dennis \| Bahrain-Merida \| + 8s \| \| |                 |                  |        |
| |                 |                  |        |
| Fonte: ProCyclingStats |                 |                  |        |
| Classificação geral |                 |                  |        |
| Ciclista | Ciclista        | Equipe           | Tempo  |
| 1. | Primož Roglič   | Team Jumbo-Visma | 16m49s |
| 2. | Laurens De Plus | Team Jumbo-Visma | + 0s   |
| 3. | Jos van Emden   | Team Jumbo-Visma | + 0s   |
| 4. | Koen Bouwman    | Team Jumbo-Visma | + 0s   |
| 5. | Max Walscheid   | Team Sunweb      | + 7s   |
| 6. | Chad Haga       | Team Sunweb      | + 7s   |
| 7. | Tom Dumoulin    | Team Sunweb      | + 7s   |
| 8. | Wilco Kelderman | Team Sunweb      | + 7s   |
| 9. | Nikias Arndt    | Team Sunweb      | + 7s   |
| 10. | Rohan Dennis    | Bahrain-Merida   | + 8s   |

### 2.ª etapa
| Yas Island - Abu Dhabi | etapa plana | (184 km) |

| \| Classificação por etapas \| Classificação por etapas \| Classificação por etapas \| Classificação por etapas \| Classificação por etapas \| \| Ciclista \| Ciclista \| Equipe \| Tempo \| \| \| ------------------------ \| ------------------------ \| ------------------------ \| ------------------------ \| ------------------------ \| \| 1. \| Fernando Gaviria \| UAE Team Emirates \| 4h36m32s \| \| \| 2. \| Elia Viviani \| Deceuninck-Quick Step \| + 0s \| \| \| 3. \| Caleb Ewan \| Lotto-Soudal \| + 0s \| \| \| 4. \| Kristoffer Halvorsen \| Team Sky \| + 0s \| \| \| 5. \| Erik Baška \| Bora-Hansgrohe \| + 0s \| \| \| 6. \| Sam Bennett \| Bora-Hansgrohe \| + 0s \| \| \| 7. \| Sacha Modolo \| EF Education First \| + 0s \| \| \| 8. \| Marcel Kittel \| Katusha-Alpecin \| + 0s \| \| \| 9. \| Marc Sarreau \| Groupama-FDJ \| + 0s \| \| \| 10. \| Jakub Mareczko \| CCC Team \| + 0s \| \| |                      |                       |          |
| |                      |                       |          |
| Fonte: ProCyclingStats |                      |                       |          |
| Classificação por etapas |                      |                       |          |
| Ciclista | Ciclista             | Equipe                | Tempo    |
| 1. | Fernando Gaviria     | UAE Team Emirates     | 4h36m32s |
| 2. | Elia Viviani         | Deceuninck-Quick Step | + 0s     |
| 3. | Caleb Ewan           | Lotto-Soudal          | + 0s     |
| 4. | Kristoffer Halvorsen | Team Sky              | + 0s     |
| 5. | Erik Baška           | Bora-Hansgrohe        | + 0s     |
| 6. | Sam Bennett          | Bora-Hansgrohe        | + 0s     |
| 7. | Sacha Modolo         | EF Education First    | + 0s     |
| 8. | Marcel Kittel        | Katusha-Alpecin       | + 0s     |
| 9. | Marc Sarreau         | Groupama-FDJ          | + 0s     |
| 10. | Jakub Mareczko       | CCC Team              | + 0s     |

| \| Classificação geral \| Classificação geral \| Classificação geral \| Classificação geral \| Classificação geral \| \| Ciclista \| Ciclista \| Equipe \| Tempo \| \| \| ------------------- \| ------------------- \| ------------------- \| ------------------- \| ------------------- \| \| 1. \| Primož Roglič \| Team Jumbo-Visma \| 4h53m21s \| \| \| 2. \| Jos van Emden \| Team Jumbo-Visma \| + 0s \| \| \| 3. \| Laurens De Plus \| Team Jumbo-Visma \| + 0s \| \| \| 4. \| Koen Bouwman \| Team Jumbo-Visma \| + 0s \| \| \| 5. \| Wilco Kelderman \| Team Sunweb \| + 6s \| \| \| 6. \| Max Walscheid \| Team Sunweb \| + 7s \| \| \| 7. \| Tom Dumoulin \| Team Sunweb \| + 7s \| \| \| 8. \| Nikias Arndt \| Team Sunweb \| + 7s \| \| \| 9. \| Vincenzo Nibali \| Bahrain-Merida \| + 9s \| \| \| 10. \| Damiano Caruso \| Bahrain-Merida \| + 9s \| \| |                 |                  |          |
| |                 |                  |          |
| Fonte: ProCyclingStats |                 |                  |          |
| Classificação geral |                 |                  |          |
| Ciclista | Ciclista        | Equipe           | Tempo    |
| 1. | Primož Roglič   | Team Jumbo-Visma | 4h53m21s |
| 2. | Jos van Emden   | Team Jumbo-Visma | + 0s     |
| 3. | Laurens De Plus | Team Jumbo-Visma | + 0s     |
| 4. | Koen Bouwman    | Team Jumbo-Visma | + 0s     |
| 5. | Wilco Kelderman | Team Sunweb      | + 6s     |
| 6. | Max Walscheid   | Team Sunweb      | + 7s     |
| 7. | Tom Dumoulin    | Team Sunweb      | + 7s     |
| 8. | Nikias Arndt    | Team Sunweb      | + 7s     |
| 9. | Vincenzo Nibali | Bahrain-Merida   | + 9s     |
| 10. | Damiano Caruso  | Bahrain-Merida   | + 9s     |

### 3.ª etapa
| United Arab Emirates University - Jabal Hafit | alta montanha | (179 km) |

| \| Classificação por etapas \| Classificação por etapas \| Classificação por etapas \| Classificação por etapas \| Classificação por etapas \| \| Ciclista \| Ciclista \| Equipe \| Tempo \| \| \| ------------------------ \| ------------------------ \| ------------------------ \| ------------------------ \| ------------------------ \| \| 1. \| Alejandro Valverde \| Movistar Team \| 4h44m50s \| \| \| 2. \| Primož Roglič \| Team Jumbo-Visma \| + 0s \| \| \| 3. \| David Gaudu \| Groupama-FDJ \| + 0s \| \| \| 4. \| Emanuel Buchmann \| Bora-Hansgrohe \| + 4s \| \| \| 5. \| Daniel Martin \| UAE Team Emirates \| + 12s \| \| \| 6. \| Davide Formolo \| Bora-Hansgrohe \| + 33s \| \| \| 7. \| Ilnur Zakarin \| Katusha-Alpecin \| + 33s \| \| \| 8. \| James Knox \| Deceuninck-Quick Step \| + 35s \| \| \| 9. \| Bauke Mollema \| Trek-Segafredo \| + 35s \| \| \| 10. \| Jan Hirt \| Astana \| + 35s \| \| |                    |                       |          |
| |                    |                       |          |
| Fonte: ProCyclingStats |                    |                       |          |
| Classificação por etapas |                    |                       |          |
| Ciclista | Ciclista           | Equipe                | Tempo    |
| 1. | Alejandro Valverde | Movistar Team         | 4h44m50s |
| 2. | Primož Roglič      | Team Jumbo-Visma      | + 0s     |
| 3. | David Gaudu        | Groupama-FDJ          | + 0s     |
| 4. | Emanuel Buchmann   | Bora-Hansgrohe        | + 4s     |
| 5. | Daniel Martin      | UAE Team Emirates     | + 12s    |
| 6. | Davide Formolo     | Bora-Hansgrohe        | + 33s    |
| 7. | Ilnur Zakarin      | Katusha-Alpecin       | + 33s    |
| 8. | James Knox         | Deceuninck-Quick Step | + 35s    |
| 9. | Bauke Mollema      | Trek-Segafredo        | + 35s    |
| 10. | Jan Hirt           | Astana                | + 35s    |

| \| Classificação geral \| Classificação geral \| Classificação geral \| Classificação geral \| Classificação geral \| \| Ciclista \| Ciclista \| Equipe \| Tempo \| \| \| ------------------- \| ------------------- \| --------------------- \| ------------------- \| ------------------- \| \| 1. \| Primož Roglič \| Team Jumbo-Visma \| 9h38m05s \| \| \| 2. \| Alejandro Valverde \| Movistar Team \| + 14s \| \| \| 3. \| David Gaudu \| Groupama-FDJ \| + 31s \| \| \| 4. \| Emanuel Buchmann \| Bora-Hansgrohe \| + 39s \| \| \| 5. \| Wilco Kelderman \| Team Sunweb \| + 47s \| \| \| 6. \| Daniel Martin \| UAE Team Emirates \| + 54s \| \| \| 7. \| Tom Dumoulin \| Team Sunweb \| + 57s \| \| \| 8. \| Víctor de la Parte \| CCC Team \| + 1m05s \| \| \| 9. \| James Knox \| Deceuninck-Quick Step \| + 1m07s \| \| \| 10. \| Davide Formolo \| Bora-Hansgrohe \| + 1m08s \| \| |                    |                       |          |
| |                    |                       |          |
| Fonte: ProCyclingStats |                    |                       |          |
| Classificação geral |                    |                       |          |
| Ciclista | Ciclista           | Equipe                | Tempo    |
| 1. | Primož Roglič      | Team Jumbo-Visma      | 9h38m05s |
| 2. | Alejandro Valverde | Movistar Team         | + 14s    |
| 3. | David Gaudu        | Groupama-FDJ          | + 31s    |
| 4. | Emanuel Buchmann   | Bora-Hansgrohe        | + 39s    |
| 5. | Wilco Kelderman    | Team Sunweb           | + 47s    |
| 6. | Daniel Martin      | UAE Team Emirates     | + 54s    |
| 7. | Tom Dumoulin       | Team Sunweb           | + 57s    |
| 8. | Víctor de la Parte | CCC Team              | + 1m05s  |
| 9. | James Knox         | Deceuninck-Quick Step | + 1m07s  |
| 10. | Davide Formolo     | Bora-Hansgrohe        | + 1m08s  |

### 4.ª etapa
| Palmeira Jumeirah - Hatta Dam | etapa escarpada | (197 km) |

| \| Classificação por etapas \| Classificação por etapas \| Classificação por etapas \| Classificação por etapas \| Classificação por etapas \| \| Ciclista \| Ciclista \| Equipe \| Tempo \| \| \| ------------------------ \| ------------------------ \| ------------------------ \| ------------------------ \| ------------------------ \| \| 1. \| Caleb Ewan \| Lotto-Soudal \| 4h27m07s \| \| \| 2. \| Matteo Moschetti \| Trek-Segafredo \| + 2s \| \| \| 3. \| Primož Roglič \| Team Jumbo-Visma \| + 2s \| \| \| 4. \| Quentin Jauregui \| AG2R La Mondiale \| + 5s \| \| \| 5. \| Luka Mezgec \| Mitchelton-Scott \| + 5s \| \| \| 6. \| Wilco Kelderman \| Team Sunweb \| + 5s \| \| \| 7. \| Diego Ulissi \| UAE Team Emirates \| + 5s \| \| \| 8. \| Alejandro Valverde \| Movistar Team \| + 5s \| \| \| 9. \| Marco Haller \| Katusha-Alpecin \| + 5s \| \| \| 10. \| Bauke Mollema \| Trek-Segafredo \| + 5s \| \| |                    |                   |          |
| |                    |                   |          |
| Fonte: ProCyclingStats |                    |                   |          |
| Classificação por etapas |                    |                   |          |
| Ciclista | Ciclista           | Equipe            | Tempo    |
| 1. | Caleb Ewan         | Lotto-Soudal      | 4h27m07s |
| 2. | Matteo Moschetti   | Trek-Segafredo    | + 2s     |
| 3. | Primož Roglič      | Team Jumbo-Visma  | + 2s     |
| 4. | Quentin Jauregui   | AG2R La Mondiale  | + 5s     |
| 5. | Luka Mezgec        | Mitchelton-Scott  | + 5s     |
| 6. | Wilco Kelderman    | Team Sunweb       | + 5s     |
| 7. | Diego Ulissi       | UAE Team Emirates | + 5s     |
| 8. | Alejandro Valverde | Movistar Team     | + 5s     |
| 9. | Marco Haller       | Katusha-Alpecin   | + 5s     |
| 10. | Bauke Mollema      | Trek-Segafredo    | + 5s     |

| \| Classificação geral \| Classificação geral \| Classificação geral \| Classificação geral \| Classificação geral \| \| Ciclista \| Ciclista \| Equipe \| Tempo \| \| \| ------------------- \| ------------------- \| --------------------- \| ------------------- \| ------------------- \| \| 1. \| Primož Roglič \| Team Jumbo-Visma \| 14h05m10s \| \| \| 2. \| Alejandro Valverde \| Movistar Team \| + 21s \| \| \| 3. \| David Gaudu \| Groupama-FDJ \| + 38s \| \| \| 4. \| Emanuel Buchmann \| Bora-Hansgrohe \| + 46s \| \| \| 5. \| Wilco Kelderman \| Team Sunweb \| + 54s \| \| \| 6. \| Daniel Martin \| UAE Team Emirates \| + 1m01s \| \| \| 7. \| Tom Dumoulin \| Team Sunweb \| + 1m04s \| \| \| 8. \| Víctor de la Parte \| CCC Team \| + 1m12s \| \| \| 9. \| James Knox \| Deceuninck-Quick Step \| + 1m14s \| \| \| 10. \| Davide Formolo \| Bora-Hansgrohe \| + 1m15s \| \| |                    |                       |           |
| |                    |                       |           |
| Fonte: ProCyclingStats |                    |                       |           |
| Classificação geral |                    |                       |           |
| Ciclista | Ciclista           | Equipe                | Tempo     |
| 1. | Primož Roglič      | Team Jumbo-Visma      | 14h05m10s |
| 2. | Alejandro Valverde | Movistar Team         | + 21s     |
| 3. | David Gaudu        | Groupama-FDJ          | + 38s     |
| 4. | Emanuel Buchmann   | Bora-Hansgrohe        | + 46s     |
| 5. | Wilco Kelderman    | Team Sunweb           | + 54s     |
| 6. | Daniel Martin      | UAE Team Emirates     | + 1m01s   |
| 7. | Tom Dumoulin       | Team Sunweb           | + 1m04s   |
| 8. | Víctor de la Parte | CCC Team              | + 1m12s   |
| 9. | James Knox         | Deceuninck-Quick Step | + 1m14s   |
| 10. | Davide Formolo     | Bora-Hansgrohe        | + 1m15s   |

### 5.ª etapa
| Flag Island - Corfação | etapa plana | (181 km) |

| \| Classificação por etapas \| Classificação por etapas \| Classificação por etapas \| Classificação por etapas \| Classificação por etapas \| \| Ciclista \| Ciclista \| Equipe \| Tempo \| \| \| ------------------------ \| --------------------------- \| ------------------------ \| ------------------------ \| ------------------------ \| \| 1. \| Elia Viviani \| Deceuninck-Quick Step \| 4h48m59s \| \| \| 2. \| Fernando Gaviria \| UAE Team Emirates \| + 0s \| \| \| 3. \| Marcel Kittel \| Katusha-Alpecin \| + 0s \| \| \| 4. \| Sam Bennett \| Bora-Hansgrohe \| + 0s \| \| \| 5. \| Reinardt Janse van Rensburg \| Dimension Data \| + 0s \| \| \| 6. \| Phil Bauhaus \| Bahrain-Merida \| + 0s \| \| \| 7. \| Kristoffer Halvorsen \| Team Sky \| + 0s \| \| \| 8. \| Jakub Mareczko \| CCC Team \| + 0s \| \| \| 9. \| Cees Bol \| Team Sunweb \| + 0s \| \| \| 10. \| Max Walscheid \| Team Sunweb \| + 0s \| \| |                             |                       |          |
| |                             |                       |          |
| Fonte: ProCyclingStats |                             |                       |          |
| Classificação por etapas |                             |                       |          |
| Ciclista | Ciclista                    | Equipe                | Tempo    |
| 1. | Elia Viviani                | Deceuninck-Quick Step | 4h48m59s |
| 2. | Fernando Gaviria            | UAE Team Emirates     | + 0s     |
| 3. | Marcel Kittel               | Katusha-Alpecin       | + 0s     |
| 4. | Sam Bennett                 | Bora-Hansgrohe        | + 0s     |
| 5. | Reinardt Janse van Rensburg | Dimension Data        | + 0s     |
| 6. | Phil Bauhaus                | Bahrain-Merida        | + 0s     |
| 7. | Kristoffer Halvorsen        | Team Sky              | + 0s     |
| 8. | Jakub Mareczko              | CCC Team              | + 0s     |
| 9. | Cees Bol                    | Team Sunweb           | + 0s     |
| 10. | Max Walscheid               | Team Sunweb           | + 0s     |

| \| Classificação geral \| Classificação geral \| Classificação geral \| Classificação geral \| Classificação geral \| \| Ciclista \| Ciclista \| Equipe \| Tempo \| \| \| ------------------- \| ------------------- \| --------------------- \| ------------------- \| ------------------- \| \| 1. \| Primož Roglič \| Team Jumbo-Visma \| 18h54m09s \| \| \| 2. \| Alejandro Valverde \| Movistar Team \| + 21s \| \| \| 3. \| David Gaudu \| Groupama-FDJ \| + 38s \| \| \| 4. \| Emanuel Buchmann \| Bora-Hansgrohe \| + 46s \| \| \| 5. \| Wilco Kelderman \| Team Sunweb \| + 54s \| \| \| 6. \| Daniel Martin \| UAE Team Emirates \| + 1m01s \| \| \| 7. \| Tom Dumoulin \| Team Sunweb \| + 1m04s \| \| \| 8. \| Víctor de la Parte \| CCC Team \| + 1m12s \| \| \| 9. \| James Knox \| Deceuninck-Quick Step \| + 1m14s \| \| \| 10. \| Davide Formolo \| Bora-Hansgrohe \| + 1m15s \| \| |                    |                       |           |
| |                    |                       |           |
| Fonte: ProCyclingStats |                    |                       |           |
| Classificação geral |                    |                       |           |
| Ciclista | Ciclista           | Equipe                | Tempo     |
| 1. | Primož Roglič      | Team Jumbo-Visma      | 18h54m09s |
| 2. | Alejandro Valverde | Movistar Team         | + 21s     |
| 3. | David Gaudu        | Groupama-FDJ          | + 38s     |
| 4. | Emanuel Buchmann   | Bora-Hansgrohe        | + 46s     |
| 5. | Wilco Kelderman    | Team Sunweb           | + 54s     |
| 6. | Daniel Martin      | UAE Team Emirates     | + 1m01s   |
| 7. | Tom Dumoulin       | Team Sunweb           | + 1m04s   |
| 8. | Víctor de la Parte | CCC Team              | + 1m12s   |
| 9. | James Knox         | Deceuninck-Quick Step | + 1m14s   |
| 10. | Davide Formolo     | Bora-Hansgrohe        | + 1m15s   |

### 6.ª etapa
| Ajman (cidade) - Jebel Jais | alta montanha | (180 km) |

| \| Classificação por etapas \| Classificação por etapas \| Classificação por etapas \| Classificação por etapas \| Classificação por etapas \| \| Ciclista \| Ciclista \| Equipe \| Tempo \| \| \| ------------------------ \| ------------------------ \| ------------------------ \| ------------------------ \| ------------------------ \| \| 1. \| Primož Roglič \| Team Jumbo-Visma \| 4h15m39s \| \| \| 2. \| Tom Dumoulin \| Team Sunweb \| + 0s \| \| \| 3. \| David Gaudu \| Groupama-FDJ \| + 0s \| \| \| 4. \| Daniel Martin \| UAE Team Emirates \| + 0s \| \| \| 5. \| Alejandro Valverde \| Movistar Team \| + 0s \| \| \| 6. \| Wilco Kelderman \| Team Sunweb \| + 0s \| \| \| 7. \| Maximilian Schachmann \| Bora-Hansgrohe \| + 0s \| \| \| 8. \| Emanuel Buchmann \| Bora-Hansgrohe \| + 0s \| \| \| 9. \| Rui Costa \| UAE Team Emirates \| + 0s \| \| \| 10. \| James Knox \| Deceuninck-Quick Step \| + 5s \| \| |                       |                       |          |
| |                       |                       |          |
| Fonte: ProCyclingStats |                       |                       |          |
| Classificação por etapas |                       |                       |          |
| Ciclista | Ciclista              | Equipe                | Tempo    |
| 1. | Primož Roglič         | Team Jumbo-Visma      | 4h15m39s |
| 2. | Tom Dumoulin          | Team Sunweb           | + 0s     |
| 3. | David Gaudu           | Groupama-FDJ          | + 0s     |
| 4. | Daniel Martin         | UAE Team Emirates     | + 0s     |
| 5. | Alejandro Valverde    | Movistar Team         | + 0s     |
| 6. | Wilco Kelderman       | Team Sunweb           | + 0s     |
| 7. | Maximilian Schachmann | Bora-Hansgrohe        | + 0s     |
| 8. | Emanuel Buchmann      | Bora-Hansgrohe        | + 0s     |
| 9. | Rui Costa             | UAE Team Emirates     | + 0s     |
| 10. | James Knox            | Deceuninck-Quick Step | + 5s     |

| \| Classificação geral \| Classificação geral \| Classificação geral \| Classificação geral \| Classificação geral \| \| Ciclista \| Ciclista \| Equipe \| Tempo \| \| \| ------------------- \| ------------------- \| --------------------- \| ------------------- \| ------------------- \| \| 1. \| Primož Roglič \| Team Jumbo-Visma \| 23h09m38s \| \| \| 2. \| Alejandro Valverde \| Movistar Team \| + 31s \| \| \| 3. \| David Gaudu \| Groupama-FDJ \| + 44s \| \| \| 4. \| Emanuel Buchmann \| Bora-Hansgrohe \| + 56s \| \| \| 5. \| Wilco Kelderman \| Team Sunweb \| + 1m04s \| \| \| 6. \| Tom Dumoulin \| Team Sunweb \| + 1m08s \| \| \| 7. \| Daniel Martin \| UAE Team Emirates \| + 1m11s \| \| \| 8. \| James Knox \| Deceuninck-Quick Step \| + 1m29s \| \| \| 9. \| Laurens De Plus \| Team Jumbo-Visma \| + 1m45s \| \| \| 10. \| Michał Kwiatkowski \| Team Sky \| + 1m49s \| \| |                    |                       |           |
| |                    |                       |           |
| Fonte: ProCyclingStats |                    |                       |           |
| Classificação geral |                    |                       |           |
| Ciclista | Ciclista           | Equipe                | Tempo     |
| 1. | Primož Roglič      | Team Jumbo-Visma      | 23h09m38s |
| 2. | Alejandro Valverde | Movistar Team         | + 31s     |
| 3. | David Gaudu        | Groupama-FDJ          | + 44s     |
| 4. | Emanuel Buchmann   | Bora-Hansgrohe        | + 56s     |
| 5. | Wilco Kelderman    | Team Sunweb           | + 1m04s   |
| 6. | Tom Dumoulin       | Team Sunweb           | + 1m08s   |
| 7. | Daniel Martin      | UAE Team Emirates     | + 1m11s   |
| 8. | James Knox         | Deceuninck-Quick Step | + 1m29s   |
| 9. | Laurens De Plus    | Team Jumbo-Visma      | + 1m45s   |
| 10. | Michał Kwiatkowski | Team Sky              | + 1m49s   |

### 7.ª etapa
| Dubai Safari Park - Dubai | etapa plana | (145 km) |

| \| Classificação por etapas \| Classificação por etapas \| Classificação por etapas \| Classificação por etapas \| Classificação por etapas \| \| Ciclista \| Ciclista \| Equipe \| Tempo \| \| \| ------------------------ \| ------------------------ \| ------------------------ \| ------------------------ \| ------------------------ \| \| 1. \| Sam Bennett \| Bora-Hansgrohe \| 3h17m51s \| \| \| 2. \| Fernando Gaviria \| UAE Team Emirates \| + 0s \| \| \| 3. \| Caleb Ewan \| Lotto-Soudal \| + 0s \| \| \| 4. \| Alexander Kristoff \| UAE Team Emirates \| + 0s \| \| \| 5. \| Elia Viviani \| Deceuninck-Quick Step \| + 0s \| \| \| 6. \| Phil Bauhaus \| Bahrain-Merida \| + 0s \| \| \| 7. \| Max Walscheid \| Team Sunweb \| + 0s \| \| \| 8. \| Luka Mezgec \| Mitchelton-Scott \| + 0s \| \| \| 9. \| Matteo Moschetti \| Trek-Segafredo \| + 0s \| \| \| 10. \| Kristoffer Halvorsen \| Team Sky \| + 0s \| \| |                      |                       |          |
| |                      |                       |          |
| Fonte: ProCyclingStats |                      |                       |          |
| Classificação por etapas |                      |                       |          |
| Ciclista | Ciclista             | Equipe                | Tempo    |
| 1. | Sam Bennett          | Bora-Hansgrohe        | 3h17m51s |
| 2. | Fernando Gaviria     | UAE Team Emirates     | + 0s     |
| 3. | Caleb Ewan           | Lotto-Soudal          | + 0s     |
| 4. | Alexander Kristoff   | UAE Team Emirates     | + 0s     |
| 5. | Elia Viviani         | Deceuninck-Quick Step | + 0s     |
| 6. | Phil Bauhaus         | Bahrain-Merida        | + 0s     |
| 7. | Max Walscheid        | Team Sunweb           | + 0s     |
| 8. | Luka Mezgec          | Mitchelton-Scott      | + 0s     |
| 9. | Matteo Moschetti     | Trek-Segafredo        | + 0s     |
| 10. | Kristoffer Halvorsen | Team Sky              | + 0s     |

## Classificações finais
- As classificações finalizaram da seguinte forma:[3]

### Classificação geral
| \| Classificação geral \| Classificação geral \| Classificação geral \| Classificação geral \| Classificação geral \| \| Ciclista \| Ciclista \| Equipe \| Tempo \| \| \| ------------------- \| ------------------- \| --------------------- \| ------------------- \| ------------------- \| \| 1. \| Primož Roglič \| Team Jumbo-Visma \| 26h27m29s \| \| \| 2. \| Alejandro Valverde \| Movistar Team \| + 31s \| \| \| 3. \| David Gaudu \| Groupama-FDJ \| + 44s \| \| \| 4. \| Emanuel Buchmann \| Bora-Hansgrohe \| + 56s \| \| \| 5. \| Wilco Kelderman \| Team Sunweb \| + 1m04s \| \| \| 6. \| Tom Dumoulin \| Team Sunweb \| + 1m08s \| \| \| 7. \| Daniel Martin \| UAE Team Emirates \| + 1m11s \| \| \| 8. \| James Knox \| Deceuninck-Quick Step \| + 1m29s \| \| \| 9. \| Laurens De Plus \| Team Jumbo-Visma \| + 1m45s \| \| \| 10. \| Michał Kwiatkowski \| Team Sky \| + 1m49s \| \| |                    |                       |           |
| |                    |                       |           |
| Fonte: ProCyclingStats |                    |                       |           |
| Classificação geral |                    |                       |           |
| Ciclista | Ciclista           | Equipe                | Tempo     |
| 1. | Primož Roglič      | Team Jumbo-Visma      | 26h27m29s |
| 2. | Alejandro Valverde | Movistar Team         | + 31s     |
| 3. | David Gaudu        | Groupama-FDJ          | + 44s     |
| 4. | Emanuel Buchmann   | Bora-Hansgrohe        | + 56s     |
| 5. | Wilco Kelderman    | Team Sunweb           | + 1m04s   |
| 6. | Tom Dumoulin       | Team Sunweb           | + 1m08s   |
| 7. | Daniel Martin      | UAE Team Emirates     | + 1m11s   |
| 8. | James Knox         | Deceuninck-Quick Step | + 1m29s   |
| 9. | Laurens De Plus    | Team Jumbo-Visma      | + 1m45s   |
| 10. | Michał Kwiatkowski | Team Sky              | + 1m49s   |

### Classificação dos pontos
| Classificação por pontos | Classificação por pontos | Classificação por pontos | Classificação por pontos | Classificação por pontos |
| Ciclista                 | Ciclista                 | Equipe                   | Pontos                   |                          |
| ------------------------ | ------------------------ | ------------------------ | ------------------------ | ------------------------ |
| 1.                       | Elia Viviani             | Deceuninck-Quick Step    | 57 pts                   |                          |
| 2.                       | Fernando Gaviria         | UAE Team Emirates        | 52 pts                   |                          |
| 3.                       | Stepan Kurianov          | Gazprom-RusVelo          | 52 pts                   |                          |
| 4.                       | Primož Roglič            | Team Jumbo-Visma         | 48 pts                   |                          |
| 5.                       | Caleb Ewan               | Lotto-Soudal             | 44 pts                   |                          |
| 6.                       | Charles Planet           | Team Novo Nordisk        | 43 pts                   |                          |
| 7.                       | Sam Bennett              | Bora-Hansgrohe           | 34 pts                   |                          |
| 8.                       | Alejandro Valverde       | Movistar Team            | 30 pts                   |                          |
| 9.                       | David Gaudu              | Groupama-FDJ             | 24 pts                   |                          |
| 10.                      | Matteo Moschetti         | Trek-Segafredo           | 18 pts                   |                          |

### Classificação dos jovens
| Classificação dos jovens | Classificação dos jovens | Classificação dos jovens | Classificação dos jovens | Classificação dos jovens |
| Ciclista                 | Ciclista                 | Equipe                   | Tempo                    |                          |
| ------------------------ | ------------------------ | ------------------------ | ------------------------ | ------------------------ |
| 1.                       | David Gaudu              | Groupama-FDJ             | 26h28m13s                |                          |
| 2.                       | James Knox               | Deceuninck-Quick Step    | + 45s                    |                          |
| 3.                       | Laurens De Plus          | Team Jumbo-Visma         | + 1m01s                  |                          |
| 4.                       | Maximilian Schachmann    | Bora-Hansgrohe           | + 1m12s                  |                          |
| 5.                       | Pavel Sivakov            | Team Sky                 | + 3m54s                  |                          |
| 6.                       | Bjorg Lambrecht          | Lotto-Soudal             | + 4m02s                  |                          |
| 7.                       | Aurélien Paret-Peintre   | AG2R La Mondiale         | + 4m28s                  |                          |
| 8.                       | Niklas Eg                | Trek-Segafredo           | + 4m42s                  |                          |
| 9.                       | Quentin Jauregui         | AG2R La Mondiale         | + 5m12s                  |                          |
| 10.                      | Artem Nych               | Gazprom-RusVelo          | + 5m41s                  |                          |

### Classificação das metas volantes
| Classificação por velocidade | Classificação por velocidade | Classificação por velocidade | Classificação por velocidade | Classificação por velocidade |
| Ciclista                     | Ciclista                     | Equipe                       | Pontos                       |                              |
| ---------------------------- | ---------------------------- | ---------------------------- | ---------------------------- | ---------------------------- |
| 1.                           | Stepan Kurianov              | Gazprom-RusVelo              | 52 pts                       |                              |
| 2.                           | Charles Planet               | Team Novo Nordisk            | 43 pts                       |                              |
| 3.                           | William Clarke               | Trek-Segafredo               | 16 pts                       |                              |
| 4.                           | Elia Viviani                 | Deceuninck-Quick Step        | 14 pts                       |                              |
| 5.                           | Dmitriy Gruzdev              | Astana                       | 13 pts                       |                              |
| 6.                           | Igor Boev                    | Gazprom-RusVelo              | 12 pts                       |                              |
| 7.                           | Adam Hansen                  | Lotto-Soudal                 | 9 pts                        |                              |
| 8.                           | Sergey Shilov                | Gazprom-RusVelo              | 8 pts                        |                              |
| 9.                           | Michael Mørkøv               | Deceuninck-Quick Step        | 7 pts                        |                              |
| 10.                          | Benoît Cosnefroy             | AG2R La Mondiale             | 6 pts                        |                              |

## Evolução das classificações
| Etapa                 | Vencedor              | Classificação geral | Classificação dos pontos | Classificação das metas volantes | Classificação dos jovens |
| --------------------- | --------------------- | ------------------- | ------------------------ | -------------------------------- | ------------------------ |
| 1.ª                   | Jumbo-Visma           | Primož Roglič       | não se entregou          | não se entregou                  | Laurens De Plus          |
| 2.ª                   | Fernando Gaviria      | Primož Roglič       | Fernando Gaviria         | Stepan Kurianov                  | Laurens De Plus          |
| 3.ª                   | Alejandro Valverde    | Primož Roglič       | Stepan Kurianov          | Stepan Kurianov                  | David Gaudu              |
| 4.ª                   | Caleb Ewan            | Primož Roglič       | Stepan Kurianov          | Stepan Kurianov                  | David Gaudu              |
| 5.ª                   | Elia Viviani          | Primož Roglič       | Stepan Kurianov          | Stepan Kurianov                  | David Gaudu              |
| 6.ª                   | Primož Roglič         | Primož Roglič       | Stepan Kurianov          | Stepan Kurianov                  | David Gaudu              |
| 7.ª                   | Sam Bennett           | Primož Roglič       | Elia Viviani             | Stepan Kurianov                  | David Gaudu              |
| Classificações finais | Classificações finais | Primož Roglič       | Elia Viviani             | Stepan Kurianov                  | David Gaudu              |

## Ciclistas participantes e posições finais
| Movistar Team MOV | Movistar Team MOV                  | Movistar Team MOV |
| ----------------- | ---------------------------------- | ----------------- |
| Num               | Ciclista                           | Pos               |
| 1                 | Alejandro Valverde (ESP) (estrada) | 2.                |
| 2                 | Andrey Amador (CRC)                | 69.               |
| 3                 | Jaime Castrillo (ESP)              | 128.              |
| 4                 | Rubén Fernández (ESP)              | 44.               |
| 5                 | Lluís Mas (ESP)                    | 58.               |
| 6                 | Nelson Oliveira (POR)              | 66.               |
| 7                 | Jasha Sütterlin (GER)              | 56.               |

| AG2R La Mondiale ALM | AG2R La Mondiale ALM         | AG2R La Mondiale ALM |
| -------------------- | ---------------------------- | -------------------- |
| Num                  | Ciclista                     | Pos                  |
| 11                   | Larry Warbasse (USA)         | 39.                  |
| 12                   | Geoffrey Bouchard (FRA)      | 19.                  |
| 13                   | Benoît Cosnefroy (FRA)       | 65.                  |
| 14                   | Samuel Dumoulin (FRA)        | 113.                 |
| 15                   | Tony Gallopin (FRA)          | 21.                  |
| 16                   | Quentin Jauregui (FRA)       | 30.                  |
| 17                   | Aurélien Paret-Peintre (FRA) | 26.                  |

| Astana AST | Astana AST            | Astana AST |
| ---------- | --------------------- | ---------- |
| Num        | Ciclista              | Pos        |
| 21         | Gorka Izagirre (ESP)  | 38.        |
| 22         | Manuele Boaro (ITA)   | 43.        |
| 23         | Daniil Fominykh (KAZ) | 63.        |
| 24         | Omar Fraile (ESP)     | NP-5       |
| 25         | Dmitriy Gruzdev (KAZ) | 75.        |
| 26         | Jan Hirt (CZE)        | 12.        |
| 27         | Davide Villella (ITA) | 22.        |

| Bahrain-Merida TBM | Bahrain-Merida TBM      | Bahrain-Merida TBM |
| ------------------ | ----------------------- | ------------------ |
| Num                | Ciclista                | Pos                |
| 31                 | Vincenzo Nibali (ITA)   | 35.                |
| 32                 | Phil Bauhaus (GER)      | 105.               |
| 33                 | Damiano Caruso (ITA)    | 37.                |
| 34                 | Rohan Dennis (AUS)      | 70.                |
| 35                 | Heinrich Haussler (AUS) | 97.                |
| 36                 | Marcel Sieberg (GER)    | 100.               |
| 37                 | Jan Tratnik (SLO)       | 64.                |

| Bora-Hansgrohe BOH | Bora-Hansgrohe BOH          | Bora-Hansgrohe BOH |
| ------------------ | --------------------------- | ------------------ |
| Num                | Ciclista                    | Pos                |
| 41                 | Davide Formolo (ITA)        | 11.                |
| 42                 | Erik Baška (SVK)            | 129.               |
| 43                 | Sam Bennett (IRL)           | 116.               |
| 44                 | Emanuel Buchmann (GER)      | 4.                 |
| 45                 | Peter Kennaugh (GBR)        | 101.               |
| 46                 | Christoph Pfingsten (GER)   | 59.                |
| 47                 | Maximilian Schachmann (GER) | 13.                |

| CCC Team CPT | CCC Team CPT               | CCC Team CPT |
| ------------ | -------------------------- | ------------ |
| Num          | Ciclista                   | Pos          |
| 51           | Serge Pauwels (BEL)        | 47.          |
| 52           | Patrick Bevin (NZL)        | DNF-6        |
| 53           | Víctor de la Parte (ESP)   | 14.          |
| 54           | Alessandro De Marchi (ITA) | 34.          |
| 55           | Jakub Mareczko (ITA)       | 121.         |
| 56           | Łukasz Owsian (POL)        | 45.          |
| 57           | Joey Rosskopf (USA)        | 40.          |

| Deceuninck-Quick Step DQT | Deceuninck-Quick Step DQT | Deceuninck-Quick Step DQT |
| ------------------------- | ------------------------- | ------------------------- |
| Num                       | Ciclista                  | Pos                       |
| 61                        | Elia Viviani (ITA)        | 117.                      |
| 62                        | Dries Devenyns (BEL)      | 29.                       |
| 63                        | Remco Evenepoel (BEL)     | DNF-4                     |
| 64                        | Mikkel Honoré (DEN)       | 96.                       |
| 65                        | James Knox (GBR)          | 8.                        |
| 66                        | Michael Mørkøv (DEN)      | 99.                       |
| 67                        | Fabio Sabatini (ITA)      | 95.                       |

| EF Education First EF1 | EF Education First EF1    | EF Education First EF1 |
| ---------------------- | ------------------------- | ---------------------- |
| Num                    | Ciclista                  | Pos                    |
| 71                     | Tejay van Garderen (USA)  | 16.                    |
| 72                     | Sean Bennett (USA)        | 61.                    |
| 73                     | Simon Clarke (AUS)        | DNF-6                  |
| 74                     | Daniel McLay (GBR)        | 120.                   |
| 75                     | Sacha Modolo (ITA)        | 93.                    |
| 76                     | James Whelan (AUS)        | 77.                    |
| 77                     | Julius van den Berg (NED) | 88.                    |

| Gazprom-RusVelo GAZ | Gazprom-RusVelo GAZ    | Gazprom-RusVelo GAZ |
| ------------------- | ---------------------- | ------------------- |
| Num                 | Ciclista               | Pos                 |
| 81                  | Aleksandr Porsev (RUS) | 114.                |
| 82                  | Ildar Arslanov (RUS)   | 33.                 |
| 83                  | Igor Boev (RUS)        | 122.                |
| 84                  | Stepan Kurianov (RUS)  | 124.                |
| 85                  | Artem Nych (RUS)       | 32.                 |
| 86                  | Sergey Shilov (RUS)    | 87.                 |
| 87                  | Anton Vorobyev (RUS)   | 127.                |

| Groupama-FDJ GFC | Groupama-FDJ GFC            | Groupama-FDJ GFC |
| ---------------- | --------------------------- | ---------------- |
| Num              | Ciclista                    | Pos              |
| 91               | Anthony Roux (FRA)          | 54.              |
| 92               | Bruno Armirail (FRA)        | 130.             |
| 93               | Mickaël Delage (FRA)        | 86.              |
| 94               | David Gaudu (FRA)           | 3.               |
| 95               | Sébastien Reichenbach (SUI) | 25.              |
| 96               | Marc Sarreau (FRA)          | 111.             |
| 97               | Miles Scotson (AUS)         | 60.              |

| Lotto-Soudal LTS | Lotto-Soudal LTS      | Lotto-Soudal LTS |
| ---------------- | --------------------- | ---------------- |
| Num              | Ciclista              | Pos              |
| 101              | Caleb Ewan (AUS)      | 79.              |
| 102              | Adam Blythe (GBR)     | 115.             |
| 103              | Adam Hansen (AUS)     | 82.              |
| 104              | Roger Kluge (GER)     | 106.             |
| 105              | Bjorg Lambrecht (BEL) | 24.              |
| 106              | Maxime Monfort (BEL)  | 55.              |
| 107              | Sander Armée (BEL)    | 51.              |

| Mitchelton-Scott MTS | Mitchelton-Scott MTS   | Mitchelton-Scott MTS |
| -------------------- | ---------------------- | -------------------- |
| Num                  | Ciclista               | Pos                  |
| 111                  | Michael Albasini (SUI) | 73.                  |
| 112                  | Jack Bauer (NZL)       | 62.                  |
| 113                  | Sam Bewley (NZL)       | 80.                  |
| 114                  | Brent Bookwalter (USA) | 18.                  |
| 115                  | Tsgabu Grmay (ETH)     | 20.                  |
| 116                  | Luka Mezgec (SLO)      | 72.                  |
| 117                  | Callum Scotson (AUS)   | 41.                  |

| Dimension Data TDD | Dimension Data TDD                | Dimension Data TDD |
| ------------------ | --------------------------------- | ------------------ |
| Num                | Ciclista                          | Pos                |
| 121                | Mark Cavendish (GBR)              | 109.               |
| 122                | Bernhard Eisel (AUT)              | 89.                |
| 123                | Amanuel Gebrezgabihier (ERI)      | NP-4               |
| 124                | Reinardt Janse van Rensburg (RSA) | 53.                |
| 125                | Roman Kreuziger (CZE)             | 28.                |
| 126                | Louis Meintjes (RSA)              | 31.                |
| 127                | Jay Thomson (RSA)                 | 76.                |

| Team Jumbo-Visma TJV | Team Jumbo-Visma TJV  | Team Jumbo-Visma TJV |
| -------------------- | --------------------- | -------------------- |
| Num                  | Ciclista              | Pos                  |
| 131                  | Primož Roglič (SLO)   | 1.                   |
| 132                  | Koen Bouwman (NED)    | 74.                  |
| 133                  | Laurens De Plus (BEL) | 9.                   |
| 134                  | Tom Leezer (NED)      | 119.                 |
| 135                  | Paul Martens (GER)    | 110.                 |
| 136                  | Tony Martin (GER)     | 131.                 |
| 137                  | Jos van Emden (NED)   | 84.                  |

| Katusha-Alpecin TKA | Katusha-Alpecin TKA   | Katusha-Alpecin TKA |
| ------------------- | --------------------- | ------------------- |
| Num                 | Ciclista              | Pos                 |
| 141                 | Marcel Kittel (GER)   | 112.                |
| 142                 | Alex Dowsett (GBR)    | DNF-6               |
| 143                 | Marco Haller (AUT)    | 94.                 |
| 144                 | Pavel Kochetkov (RUS) | 67.                 |
| 145                 | Daniel Navarro (ESP)  | 42.                 |
| 146                 | Rick Zabel (GER)      | DNF-2               |
| 147                 | Ilnur Zakarin (RUS)   | NP-7                |

| Team Novo Nordisk TNN | Team Novo Nordisk TNN  | Team Novo Nordisk TNN |
| --------------------- | ---------------------- | --------------------- |
| Num                   | Ciclista               | Pos                   |
| 151                   | Declan Irvine (AUS)    | 103.                  |
| 152                   | Mehdi Benhamouda (FRA) | 126.                  |
| 153                   | Sam Brand (GBR)        | 83.                   |
| 154                   | Fabio Calabria (AUS)   | 102.                  |
| 155                   | Péter Kusztor (HUN)    | 49.                   |
| 156                   | Andrea Peron (ITA)     | 108.                  |
| 157                   | Charles Planet (FRA)   | 125.                  |

| Team Sky SKY | Team Sky SKY               | Team Sky SKY |
| ------------ | -------------------------- | ------------ |
| Num          | Ciclista                   | Pos          |
| 161          | Kenny Elissonde (FRA)      | NP-6         |
| 162          | Michał Gołaś (POL)         | 81.          |
| 163          | Kristoffer Halvorsen (NOR) | 107.         |
| 164          | Michał Kwiatkowski (POL)   | 10.          |
| 165          | Gianni Moscon (ITA)        | 36.          |
| 166          | Salvatore Puccio (ITA)     | 52.          |
| 167          | Pavel Sivakov (RUS)        | 23.          |

| Team Sunweb SUN | Team Sunweb SUN       | Team Sunweb SUN |
| --------------- | --------------------- | --------------- |
| Num             | Ciclista              | Pos             |
| 171             | Tom Dumoulin (NED)    | 6.              |
| 172             | Nikias Arndt (GER)    | 71.             |
| 173             | Cees Bol (NED)        | 123.            |
| 174             | Chad Haga (USA)       | 57.             |
| 175             | Wilco Kelderman (NED) | 5.              |
| 176             | Robert Power (AUS)    | 48.             |
| 177             | Max Walscheid (GER)   | 118.            |

| Trek-Segafredo TFS | Trek-Segafredo TFS     | Trek-Segafredo TFS |
| ------------------ | ---------------------- | ------------------ |
| Num                | Ciclista               | Pos                |
| 181                | Richie Porte (AUS)     | 50.                |
| 182                | William Clarke (AUS)   | 68.                |
| 183                | Niklas Eg (DEN)        | 27.                |
| 184                | Markel Irizar (ESP)    | 92.                |
| 185                | Bauke Mollema (NED)    | 46.                |
| 186                | Matteo Moschetti (ITA) | 90.                |
| 187                | Kiel Reijnen (USA)     | 91.                |

| UAE Team Emirates UAD | UAE Team Emirates UAD      | UAE Team Emirates UAD |
| --------------------- | -------------------------- | --------------------- |
| Num                   | Ciclista                   | Pos                   |
| 191                   | Alexander Kristoff (NOR)   | 85.                   |
| 192                   | Fernando Gaviria (COL)     | 78.                   |
| 193                   | Rui Costa (POR)            | 17.                   |
| 194                   | Vegard Stake Laengen (NOR) | 98.                   |
| 195                   | Daniel Martin (IRL)        | 7.                    |
| 196                   | Oliviero Troia (ITA)       | 104.                  |
| 197                   | Diego Ulissi (ITA)         | 15.                   |

| Movistar Team MOV | Movistar Team MOV                  | Movistar Team MOV |
| ----------------- | ---------------------------------- | ----------------- |
| Num               | Ciclista                           | Pos               |
| 1                 | Alejandro Valverde (ESP) (estrada) | 2.                |
| 2                 | Andrey Amador (CRC)                | 69.               |
| 3                 | Jaime Castrillo (ESP)              | 128.              |
| 4                 | Rubén Fernández (ESP)              | 44.               |
| 5                 | Lluís Mas (ESP)                    | 58.               |
| 6                 | Nelson Oliveira (POR)              | 66.               |
| 7                 | Jasha Sütterlin (GER)              | 56.               |

| AG2R La Mondiale ALM | AG2R La Mondiale ALM         | AG2R La Mondiale ALM |
| -------------------- | ---------------------------- | -------------------- |
| Num                  | Ciclista                     | Pos                  |
| 11                   | Larry Warbasse (USA)         | 39.                  |
| 12                   | Geoffrey Bouchard (FRA)      | 19.                  |
| 13                   | Benoît Cosnefroy (FRA)       | 65.                  |
| 14                   | Samuel Dumoulin (FRA)        | 113.                 |
| 15                   | Tony Gallopin (FRA)          | 21.                  |
| 16                   | Quentin Jauregui (FRA)       | 30.                  |
| 17                   | Aurélien Paret-Peintre (FRA) | 26.                  |

| Astana AST | Astana AST            | Astana AST |
| ---------- | --------------------- | ---------- |
| Num        | Ciclista              | Pos        |
| 21         | Gorka Izagirre (ESP)  | 38.        |
| 22         | Manuele Boaro (ITA)   | 43.        |
| 23         | Daniil Fominykh (KAZ) | 63.        |
| 24         | Omar Fraile (ESP)     | NP-5       |
| 25         | Dmitriy Gruzdev (KAZ) | 75.        |
| 26         | Jan Hirt (CZE)        | 12.        |
| 27         | Davide Villella (ITA) | 22.        |

| Bahrain-Merida TBM | Bahrain-Merida TBM      | Bahrain-Merida TBM |
| ------------------ | ----------------------- | ------------------ |
| Num                | Ciclista                | Pos                |
| 31                 | Vincenzo Nibali (ITA)   | 35.                |
| 32                 | Phil Bauhaus (GER)      | 105.               |
| 33                 | Damiano Caruso (ITA)    | 37.                |
| 34                 | Rohan Dennis (AUS)      | 70.                |
| 35                 | Heinrich Haussler (AUS) | 97.                |
| 36                 | Marcel Sieberg (GER)    | 100.               |
| 37                 | Jan Tratnik (SLO)       | 64.                |

| Bora-Hansgrohe BOH | Bora-Hansgrohe BOH          | Bora-Hansgrohe BOH |
| ------------------ | --------------------------- | ------------------ |
| Num                | Ciclista                    | Pos                |
| 41                 | Davide Formolo (ITA)        | 11.                |
| 42                 | Erik Baška (SVK)            | 129.               |
| 43                 | Sam Bennett (IRL)           | 116.               |
| 44                 | Emanuel Buchmann (GER)      | 4.                 |
| 45                 | Peter Kennaugh (GBR)        | 101.               |
| 46                 | Christoph Pfingsten (GER)   | 59.                |
| 47                 | Maximilian Schachmann (GER) | 13.                |

| CCC Team CPT | CCC Team CPT               | CCC Team CPT |
| ------------ | -------------------------- | ------------ |
| Num          | Ciclista                   | Pos          |
| 51           | Serge Pauwels (BEL)        | 47.          |
| 52           | Patrick Bevin (NZL)        | DNF-6        |
| 53           | Víctor de la Parte (ESP)   | 14.          |
| 54           | Alessandro De Marchi (ITA) | 34.          |
| 55           | Jakub Mareczko (ITA)       | 121.         |
| 56           | Łukasz Owsian (POL)        | 45.          |
| 57           | Joey Rosskopf (USA)        | 40.          |

| Deceuninck-Quick Step DQT | Deceuninck-Quick Step DQT | Deceuninck-Quick Step DQT |
| ------------------------- | ------------------------- | ------------------------- |
| Num                       | Ciclista                  | Pos                       |
| 61                        | Elia Viviani (ITA)        | 117.                      |
| 62                        | Dries Devenyns (BEL)      | 29.                       |
| 63                        | Remco Evenepoel (BEL)     | DNF-4                     |
| 64                        | Mikkel Honoré (DEN)       | 96.                       |
| 65                        | James Knox (GBR)          | 8.                        |
| 66                        | Michael Mørkøv (DEN)      | 99.                       |
| 67                        | Fabio Sabatini (ITA)      | 95.                       |

| EF Education First EF1 | EF Education First EF1    | EF Education First EF1 |
| ---------------------- | ------------------------- | ---------------------- |
| Num                    | Ciclista                  | Pos                    |
| 71                     | Tejay van Garderen (USA)  | 16.                    |
| 72                     | Sean Bennett (USA)        | 61.                    |
| 73                     | Simon Clarke (AUS)        | DNF-6                  |
| 74                     | Daniel McLay (GBR)        | 120.                   |
| 75                     | Sacha Modolo (ITA)        | 93.                    |
| 76                     | James Whelan (AUS)        | 77.                    |
| 77                     | Julius van den Berg (NED) | 88.                    |

| Gazprom-RusVelo GAZ | Gazprom-RusVelo GAZ    | Gazprom-RusVelo GAZ |
| ------------------- | ---------------------- | ------------------- |
| Num                 | Ciclista               | Pos                 |
| 81                  | Aleksandr Porsev (RUS) | 114.                |
| 82                  | Ildar Arslanov (RUS)   | 33.                 |
| 83                  | Igor Boev (RUS)        | 122.                |
| 84                  | Stepan Kurianov (RUS)  | 124.                |
| 85                  | Artem Nych (RUS)       | 32.                 |
| 86                  | Sergey Shilov (RUS)    | 87.                 |
| 87                  | Anton Vorobyev (RUS)   | 127.                |

| Groupama-FDJ GFC | Groupama-FDJ GFC            | Groupama-FDJ GFC |
| ---------------- | --------------------------- | ---------------- |
| Num              | Ciclista                    | Pos              |
| 91               | Anthony Roux (FRA)          | 54.              |
| 92               | Bruno Armirail (FRA)        | 130.             |
| 93               | Mickaël Delage (FRA)        | 86.              |
| 94               | David Gaudu (FRA)           | 3.               |
| 95               | Sébastien Reichenbach (SUI) | 25.              |
| 96               | Marc Sarreau (FRA)          | 111.             |
| 97               | Miles Scotson (AUS)         | 60.              |

| Lotto-Soudal LTS | Lotto-Soudal LTS      | Lotto-Soudal LTS |
| ---------------- | --------------------- | ---------------- |
| Num              | Ciclista              | Pos              |
| 101              | Caleb Ewan (AUS)      | 79.              |
| 102              | Adam Blythe (GBR)     | 115.             |
| 103              | Adam Hansen (AUS)     | 82.              |
| 104              | Roger Kluge (GER)     | 106.             |
| 105              | Bjorg Lambrecht (BEL) | 24.              |
| 106              | Maxime Monfort (BEL)  | 55.              |
| 107              | Sander Armée (BEL)    | 51.              |

| Mitchelton-Scott MTS | Mitchelton-Scott MTS   | Mitchelton-Scott MTS |
| -------------------- | ---------------------- | -------------------- |
| Num                  | Ciclista               | Pos                  |
| 111                  | Michael Albasini (SUI) | 73.                  |
| 112                  | Jack Bauer (NZL)       | 62.                  |
| 113                  | Sam Bewley (NZL)       | 80.                  |
| 114                  | Brent Bookwalter (USA) | 18.                  |
| 115                  | Tsgabu Grmay (ETH)     | 20.                  |
| 116                  | Luka Mezgec (SLO)      | 72.                  |
| 117                  | Callum Scotson (AUS)   | 41.                  |

| Dimension Data TDD | Dimension Data TDD                | Dimension Data TDD |
| ------------------ | --------------------------------- | ------------------ |
| Num                | Ciclista                          | Pos                |
| 121                | Mark Cavendish (GBR)              | 109.               |
| 122                | Bernhard Eisel (AUT)              | 89.                |
| 123                | Amanuel Gebrezgabihier (ERI)      | NP-4               |
| 124                | Reinardt Janse van Rensburg (RSA) | 53.                |
| 125                | Roman Kreuziger (CZE)             | 28.                |
| 126                | Louis Meintjes (RSA)              | 31.                |
| 127                | Jay Thomson (RSA)                 | 76.                |

| Team Jumbo-Visma TJV | Team Jumbo-Visma TJV  | Team Jumbo-Visma TJV |
| -------------------- | --------------------- | -------------------- |
| Num                  | Ciclista              | Pos                  |
| 131                  | Primož Roglič (SLO)   | 1.                   |
| 132                  | Koen Bouwman (NED)    | 74.                  |
| 133                  | Laurens De Plus (BEL) | 9.                   |
| 134                  | Tom Leezer (NED)      | 119.                 |
| 135                  | Paul Martens (GER)    | 110.                 |
| 136                  | Tony Martin (GER)     | 131.                 |
| 137                  | Jos van Emden (NED)   | 84.                  |

| Katusha-Alpecin TKA | Katusha-Alpecin TKA   | Katusha-Alpecin TKA |
| ------------------- | --------------------- | ------------------- |
| Num                 | Ciclista              | Pos                 |
| 141                 | Marcel Kittel (GER)   | 112.                |
| 142                 | Alex Dowsett (GBR)    | DNF-6               |
| 143                 | Marco Haller (AUT)    | 94.                 |
| 144                 | Pavel Kochetkov (RUS) | 67.                 |
| 145                 | Daniel Navarro (ESP)  | 42.                 |
| 146                 | Rick Zabel (GER)      | DNF-2               |
| 147                 | Ilnur Zakarin (RUS)   | NP-7                |

| Team Novo Nordisk TNN | Team Novo Nordisk TNN  | Team Novo Nordisk TNN |
| --------------------- | ---------------------- | --------------------- |
| Num                   | Ciclista               | Pos                   |
| 151                   | Declan Irvine (AUS)    | 103.                  |
| 152                   | Mehdi Benhamouda (FRA) | 126.                  |
| 153                   | Sam Brand (GBR)        | 83.                   |
| 154                   | Fabio Calabria (AUS)   | 102.                  |
| 155                   | Péter Kusztor (HUN)    | 49.                   |
| 156                   | Andrea Peron (ITA)     | 108.                  |
| 157                   | Charles Planet (FRA)   | 125.                  |

| Team Sky SKY | Team Sky SKY               | Team Sky SKY |
| ------------ | -------------------------- | ------------ |
| Num          | Ciclista                   | Pos          |
| 161          | Kenny Elissonde (FRA)      | NP-6         |
| 162          | Michał Gołaś (POL)         | 81.          |
| 163          | Kristoffer Halvorsen (NOR) | 107.         |
| 164          | Michał Kwiatkowski (POL)   | 10.          |
| 165          | Gianni Moscon (ITA)        | 36.          |
| 166          | Salvatore Puccio (ITA)     | 52.          |
| 167          | Pavel Sivakov (RUS)        | 23.          |

| Team Sunweb SUN | Team Sunweb SUN       | Team Sunweb SUN |
| --------------- | --------------------- | --------------- |
| Num             | Ciclista              | Pos             |
| 171             | Tom Dumoulin (NED)    | 6.              |
| 172             | Nikias Arndt (GER)    | 71.             |
| 173             | Cees Bol (NED)        | 123.            |
| 174             | Chad Haga (USA)       | 57.             |
| 175             | Wilco Kelderman (NED) | 5.              |
| 176             | Robert Power (AUS)    | 48.             |
| 177             | Max Walscheid (GER)   | 118.            |

| Trek-Segafredo TFS | Trek-Segafredo TFS     | Trek-Segafredo TFS |
| ------------------ | ---------------------- | ------------------ |
| Num                | Ciclista               | Pos                |
| 181                | Richie Porte (AUS)     | 50.                |
| 182                | William Clarke (AUS)   | 68.                |
| 183                | Niklas Eg (DEN)        | 27.                |
| 184                | Markel Irizar (ESP)    | 92.                |
| 185                | Bauke Mollema (NED)    | 46.                |
| 186                | Matteo Moschetti (ITA) | 90.                |
| 187                | Kiel Reijnen (USA)     | 91.                |

| UAE Team Emirates UAD | UAE Team Emirates UAD      | UAE Team Emirates UAD |
| --------------------- | -------------------------- | --------------------- |
| Num                   | Ciclista                   | Pos                   |
| 191                   | Alexander Kristoff (NOR)   | 85.                   |
| 192                   | Fernando Gaviria (COL)     | 78.                   |
| 193                   | Rui Costa (POR)            | 17.                   |
| 194                   | Vegard Stake Laengen (NOR) | 98.                   |
| 195                   | Daniel Martin (IRL)        | 7.                    |
| 196                   | Oliviero Troia (ITA)       | 104.                  |
| 197                   | Diego Ulissi (ITA)         | 15.                   |

Convenções:
- AB-N: Abandono na etapa "N"
- FLT-N: Retiro por chegada fora do limite de tempo na etapa "N"
- NTS-N: Não tomou a saída para a etapa "N"
- DES-N: Desclassificado ou expulsado na etapa "N"

## UCI World Ranking
O UAE Tour outorgará pontos para o UCI World Ranking para corredores das equipas nas categorias UCI WorldTeam, Profissional Continental e Equipas Continentais. As seguintes tabelas são o barómetro de pontuação e os 10 corredores que obtiveram mais pontos:
| Posição             | 1.º | 2.º | 3.º | 4.º | 5.º | 6.º | 7.º | 8.º | 9.º | 10.º | 11.º | 12.º | 13.º | 14.º | 15.º-20.º | 21.º-30.º | 31.º-50.º | 51.º-55.º | 56.º-60.º |
| Classificação geral | 300 | 250 | 215 | 175 | 120 | 115 | 95  | 75  | 60  | 50   | 40   | 35   | 30   | 25   | 20        | 12        | 5         | 2         | 1         |
| Por etapa           | 40  | 15  | 6   |     |     |     |     |     |     |      |      |      |      |      |           |           |           |           |           |
| Líder               | 6   |     |     |     |     |     |     |     |     |      |      |      |      |      |           |           |           |           |           |

| Classificação |                    |                       |       |       |       |        |
| Ciclista      | Ciclista           | Equipa                | Geral | Etapa | Líder | Total  |
| ------------- | ------------------ | --------------------- | ----- | ----- | ----- | ------ |
| 1.º           | Primož Roglič      | Jumbo-Visma           | 300   | 66,71 | 36    | 402,71 |
| 2.º           | Alejandro Valverde | Movistar              | 250   | 40    | -     | 290    |
| 3.º           | David Gaudu        | Groupama-FDJ          | 215   | 12    | -     | 227    |
| 4.º           | Emanuel Buchmann   | Bora-Hansgrohe        | 175   | -     | -     | 175    |
| 5.º           | Tom Dumoulin       | Sunweb                | 115   | 17,14 | -     | 132,14 |
| 6.º           | Wilco Kelderman    | Sunweb                | 120   | 2,14  | -     | 122,14 |
| 7.º           | Daniel Martin      | UAE Emirates          | 95    | -     | -     | 95     |
| 8.º           | James Knox         | Deceuninck-Quick Step | 75    | -     | -     | 75     |
| 9.º           | Fernando Gaviria   | UAE Emirates          | -     | 70    | -     | 70     |
| 10.º          | Laurens De Plus    | Jumbo-Visma           | 60    | 5,71  | -     | 65,71  |